# Ford 1952
La Ford 1952 était une automobile américaine produite par Ford. Basée sur les Ford 1949 Shoebox Ford (boîte à chaussures) qui avaient introduit la carrosserie "ponton", elle s'en distinguait par un extérieur plus lumineux (pare-brise sans montant central et vitres agrandies) ainsi qu'une caisse plus étirée. Elle sera produite de 1952 à 1954 avant d'être à son tour modernisée pour donner naissance aux Ford 1955 et 1956.
Elles étaient cataloguées dans trois nouvelles gammes : Mainline, Customline et Crestline, sans compter les breaks Ranch Wagon, Country Sedan, Country Squire et l'utilitaire Ford Courier.
Les Mercury et Lincoln ont également été renouvelées en 1952 selon des principes similaires (Mercury 1952 et Lincoln 1952).

## Genèse

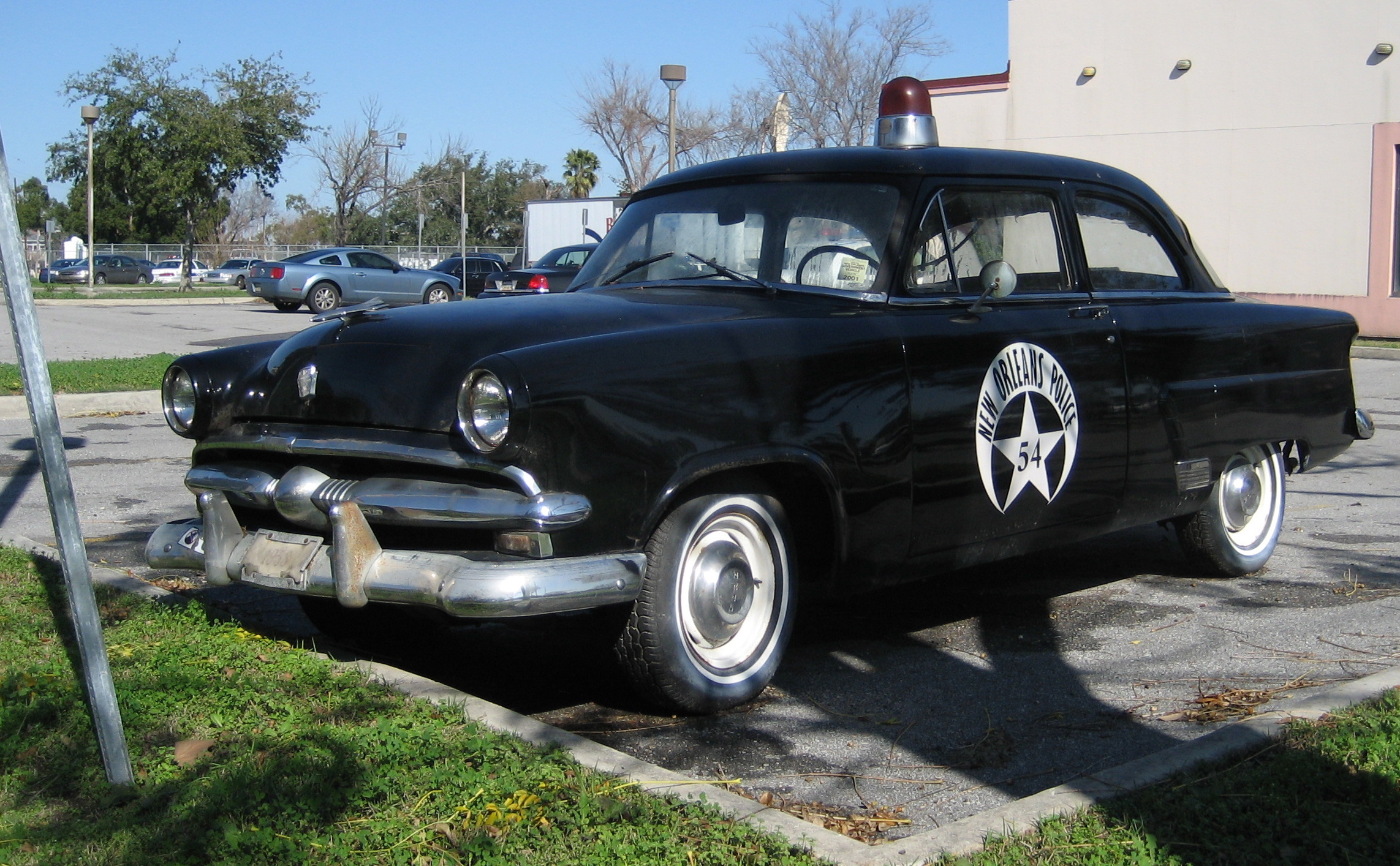
Un grand nombre de Mainline, solides, bon marché mais peu affriolantes, ont été commandées par les forces de Police. Comme cette Mainline Tudor 1953 à La Nouvelle-Orléans.

Depuis la fin des années 1930, le groupe Ford peinait à se maintenir le numéro 1 des ventes, notamment dans la catégories des véhicules populaires d'entrée et de moyenne gamme, concurrencé par les deux autres « low priced three » : Plymouth et Chevrolet, ce dernier lui ravissant presque systématiquement la première place et faisant partie du groupe General Motors, pouvant faire valoir ses Pontiac et certaines Buick ou Oldsmobile dans le marché des automobiles abordables plus raffinées. Ford Motor Company avait déjà créé la marque Mercury, en dessous des Lincoln de grand luxe, et cherchait à soigner tant l'esthétique que les performances des automobiles de la marque Ford.
Les Ford 1949 à 1951 avaient ainsi introduit un véhicule très moderne, sans les ailes en relief encore utilisées par la plupart de ses concurrents, tout en confirmant le choix d'abandonner une présentation trop austère chère à Henry Ford. Offrant d'année en année davantage de couleurs et de chrome, elles ne proposaient en revanche que deux moteurs d'avant-guerre à soupapes latérales : le six-cylindres en ligne 226 apparu en 1941 et le fameux flathead V8 créé en 1932 et inchangé depuis 1939.
Un tout nouveau moteur Mileage maker de six cylindres à soupapes en tête donnera l'énergie nécessaire aux nouvelles Fords six à partir de 1952 tandis que les partisans du V8 continueront à utiliser le vieux Flathead 239 jusqu'en 1954, où les ingénieurs de Ford créeront le nouveau V8 « Y block » en s'inspirant d'ailleurs des Mileage makers.
Une autre innovation bienvenue à partir de 1952 était le choix de vitrages plus généreux, particulièrement le pare-brise, d'une seule pièce.

## Modèles
Au lieu du choix de deux modèles : Deluxe et Custom Deluxe, les clients ont le choix entre trois niveaux de finition dont les noms seront pour la plupart continués après 1955 :
- Mainline : version la moins chère (2 portes, 4 portes, business coupé et Ranch Wagon) ;
- Customline : plus luxueuse (2 et 4 portes, club coupé et Country Sedan) ;
- Crestline : uniquement des cabriolets (Sunliner), coupé hardtop (Victoria) et Country Squires.

Reflétant le gain soudain de popularité des breaks, dans un contexte de baby-boom et de banlieusardisation : le break woody Country Squire est repris, désormais uniquement en 5 portes, comme finition break la plus chère, reléguant le bois à un simple rôle de décoration, et est accompagné de deux modèles tout-acier moins luxueux : les Ranch Wagon (3 portes, finition Mainline) et Country Sedan (5 portes, Customline).
Alors que les camionnettes de livraison sur châssis d'automobile (sedan delivery) n'étaient plus au catalogue de Ford depuis la fin de 1941, le modèle fait sa réapparition, comme une version tôlée des Ranch Wagon, et porte le nom de Ford Courier.

## 1952
Première année pour le nouveau modèle qui propose d'emblée toutes les versions et gammes. Les gammes de modèles ont de nouveau été remaniées, le modèle de base étant désormais appelé « Mainline » et le modèle intermédiaire appelé « Customline ». Le modèle haut de gamme, la « Crestline », comprenait le cabriolet « Sunliner » et la « Victoria » à toit rigide, une tradition remontant à 1932 avec le coupé Ford Victoria 2 portes. Le break a continué avec le « Country Squire ». À l'intérieur se trouvait un panneau de commande de style "avion" et de nouvelles pédales suspendues sous le tableau de bord. Un voltmètre, une jauge d'essence, un indicateur de température et un manomètre d'huile étaient standard. L'horloge et la radio étaient au centre du tableau de bord. La « boule » centrale de la calandre, typique des modèles de 1949/50, qui avait cédé la place à deux latérales en 1951 refait son apparition au centre d'un cercle auquel font écho deux décorations plus petites aux extrémités de la grille. De nouvelles charnières de coffre ont été utilisées pour ne pas écraser le contenu du coffre. L'empattement était de 2 921 mm. Au cours de ces années, une option de transmission avec surmultiplication était disponible et elles n'avaient pas de voltmètre mais un ampèremètre.
La Guerre de Corée a eu des incidences sur le lancement de ce nouveau modèle. À cause de quotas sur les matériaux alloués à l'industrie automobile indexés sur les chiffres de production de l'année précédente, Chevrolet était d'emblée assuré de produire davantage que Ford, lequel conserve par la force des choses sa seconde place.

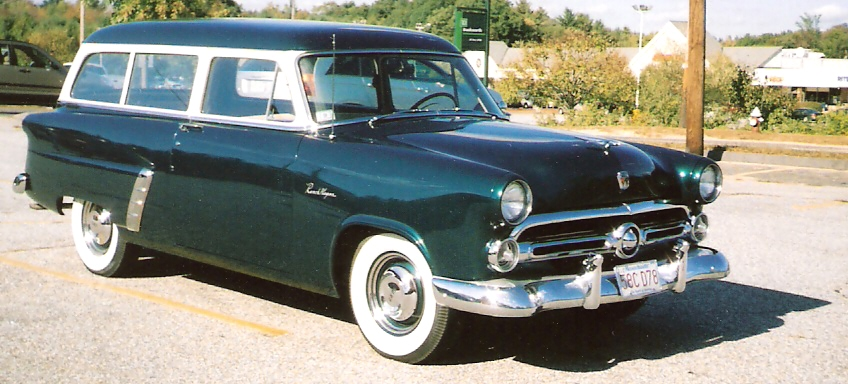
Ranch wagon.
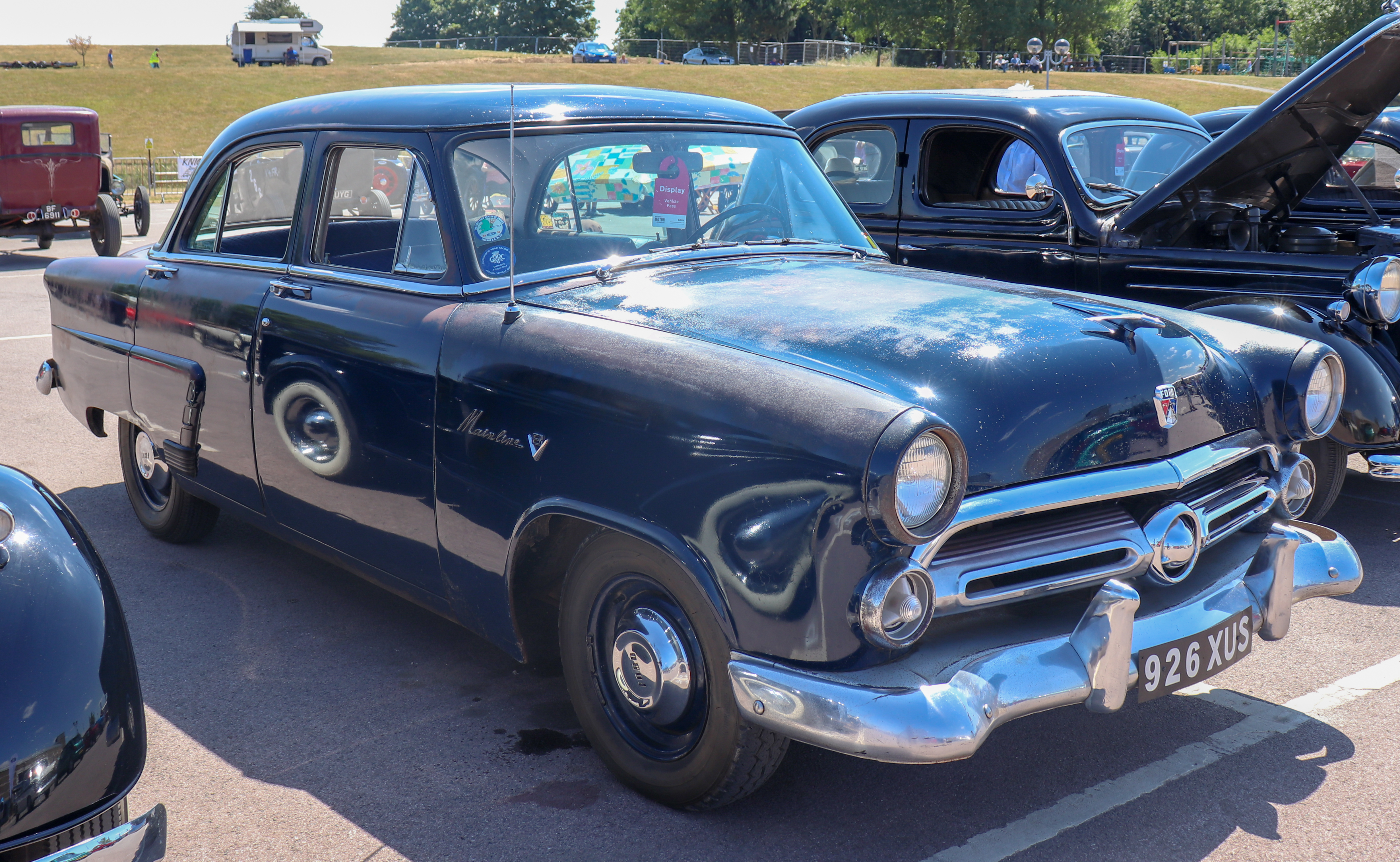
Mainline 4 portes.
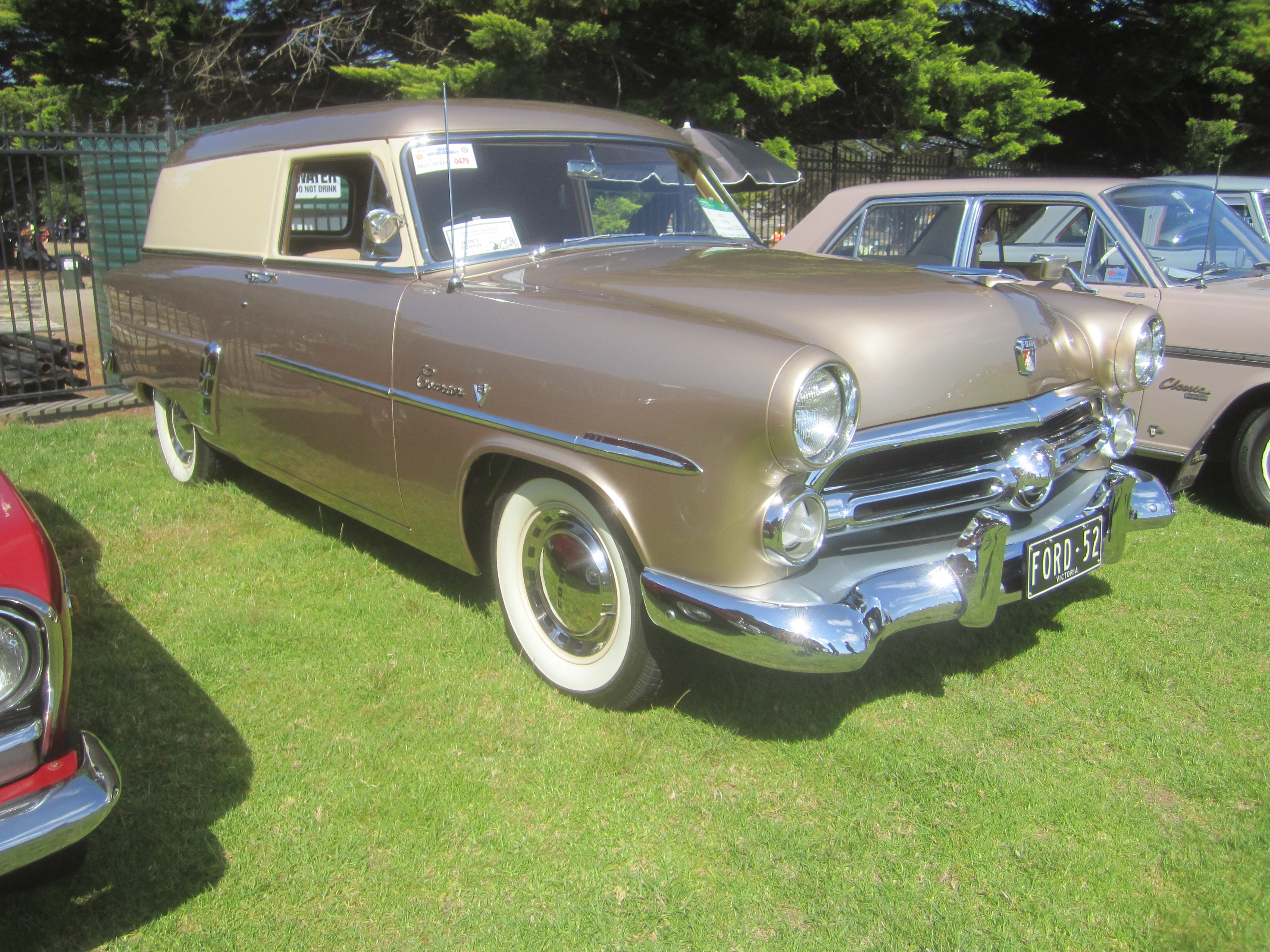
Courier.

## 1953
1953 était le 50e anniversaire de Ford. La grande nouveauté pour 1953 était la disponibilité des freins et de la direction assistés, qui étaient auparavant limités aux gammes Mercury et Lincoln. Les changements sont principalement cosmétiques, le plus marquant étant la nouvelle calandre avec une seule «boule» coupant une barre chromée désormais en une seule partie, a perdu son anneau et était maintenant flanquée de rayures verticales noires, tandis que les marqueurs d'angle étaient de simples lumières rectangulaires plutôt que des "prises" circulaires. Toutes les Ford de 1953 comportaient des volants commémoratifs marquant le 50e anniversaire de l'entreprise. Les modifications mécaniques comprenaient une bande de roulement plus large de deux pouces et un cadre avec une barre en forme de K et cinq traverses. William Clay Ford a arpenté l'Indianapolis 500 dans une Sunliner décapotable avec un kit de pneus Continental factice (kit Coronado). C'était aussi la dernière année pour les garnitures en bois véritable sur le break Country Squire. Vers la fin de l'année, Ford a ajouté, en option, la direction assistée "Master-Guide" sur les voitures équipées de moteurs V8. L'instrumentation complète était encore utilisée. Un service inhabituel fourni par Ford était que les boutons de préréglage de la radio étaient déjà réglés sur les stations locales par le concessionnaire. Le chauffage coûtait 74 $,.
Cette année, en inondant le marché et en pratiquant d'importantes remises, les automobiles de marque Ford partirent à l'assaut de la première place devant Chevrolet. Ce dernier réagit de la même sorte et sort finalement vainqueur avec 1 346 475 exemplaires contre 1 247 542.

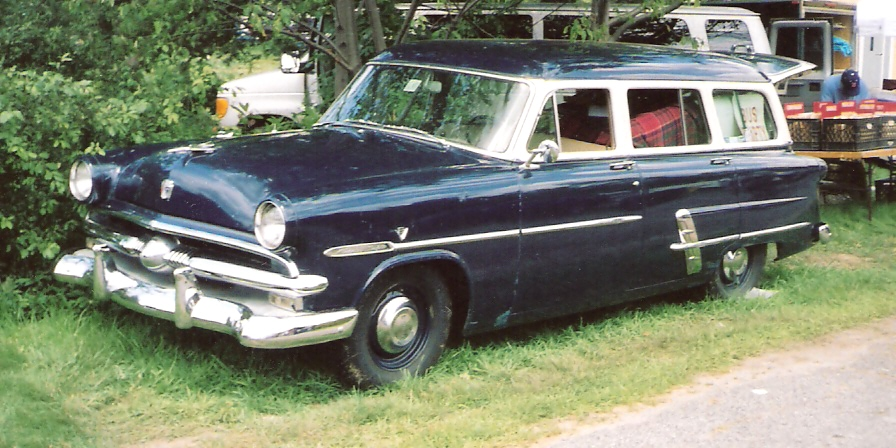
Country Sedan.
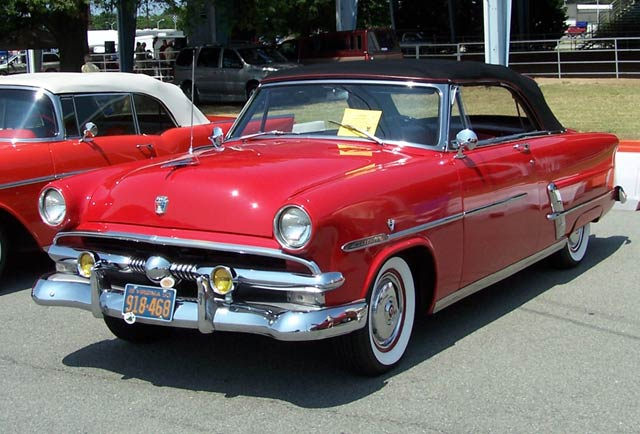
Crestline Sunliner.
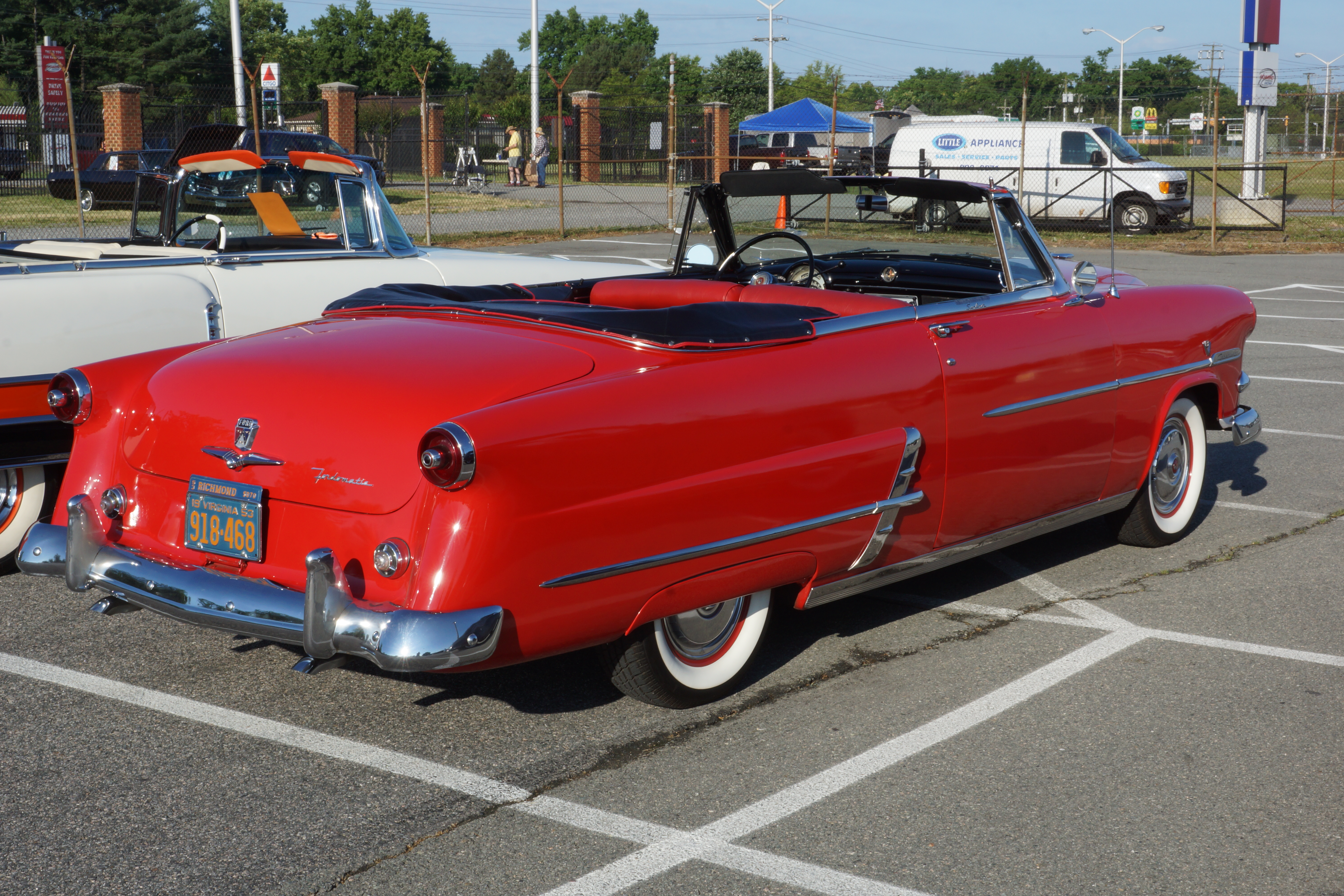

## 1954
En 1954, le moteur V8 « Y-Block » à soupapes en tête de 239 pouces cubes remplace le moteur V8 Flathead de longue durée, marquant la fin d'une époque. Ce moteur produisait 130 ch (97 kW) avec un carburateur à deux barrils. Une impressionnante version CI 256 de 160 ch (119 kW) avec un carburateur Holley à quatre barils était disponible dans le modèle d'application de la loi, à usage officiel uniquement. Le six cylindres mesurait jusqu'à 223 pouces cubes (3,7 L) et produisait maintenant 115 ch. Une autre nouveauté était la Crestline Skyliner à toit rigide deux portes, dérivée des Victoria, s'en distingue par son panneau en plexiglas acrylique sur la moitié avant du toit. Un nouveau compteur de vitesse "Astra-Dial Control Panel" a également été ajouté, doté d'un revêtement en plastique transparent sur le dessus, qui permet à la lumière du soleil de l'éclairer pendant la journée,. Les nouveaux accessoires électriques comprenaient un siège avant à quatre réglages électriques. Le break Country Squire utilisait désormais des panneaux «boisé» en fibre de verre artificielle, mais il restait la Ford la plus chère. Le Ranch Wagon, Mainline, est complété par une version Customline du même nom.

La calandre est à nouveau dotée d'une barre ajourée en deux parties ceinturant une boule centrale dont le motif est rappelé par deux optiques en relief dans les coins. L'année 1954 se termine par une victoire de Ford avec 1 165 942 automobiles vendues aux USA, seulement de 22 000 de plus que son rival Chevrolet. Il faudra attendre 1957 pour que la marque Ford renoue avec cette première place.

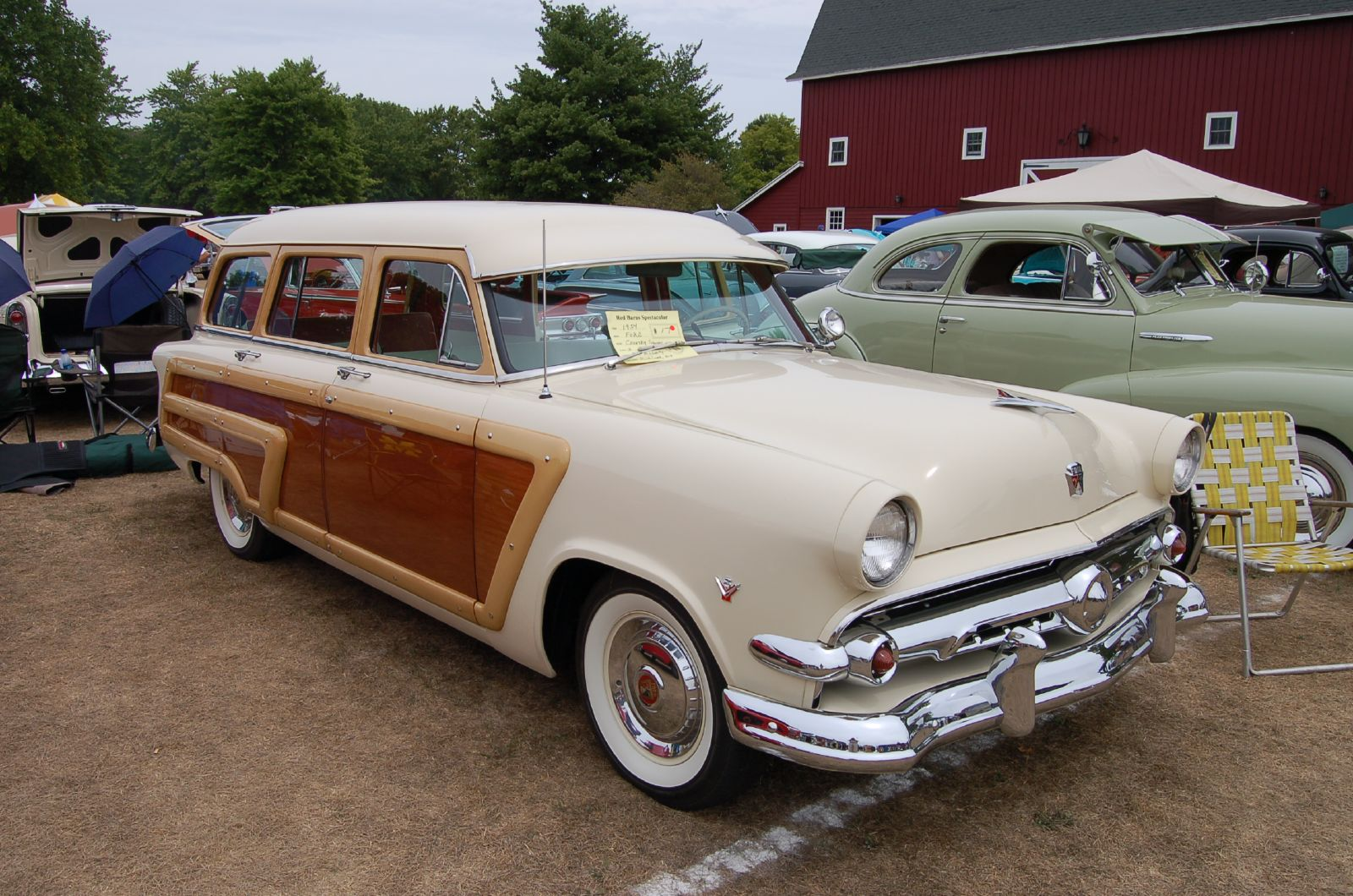
Country Squire.
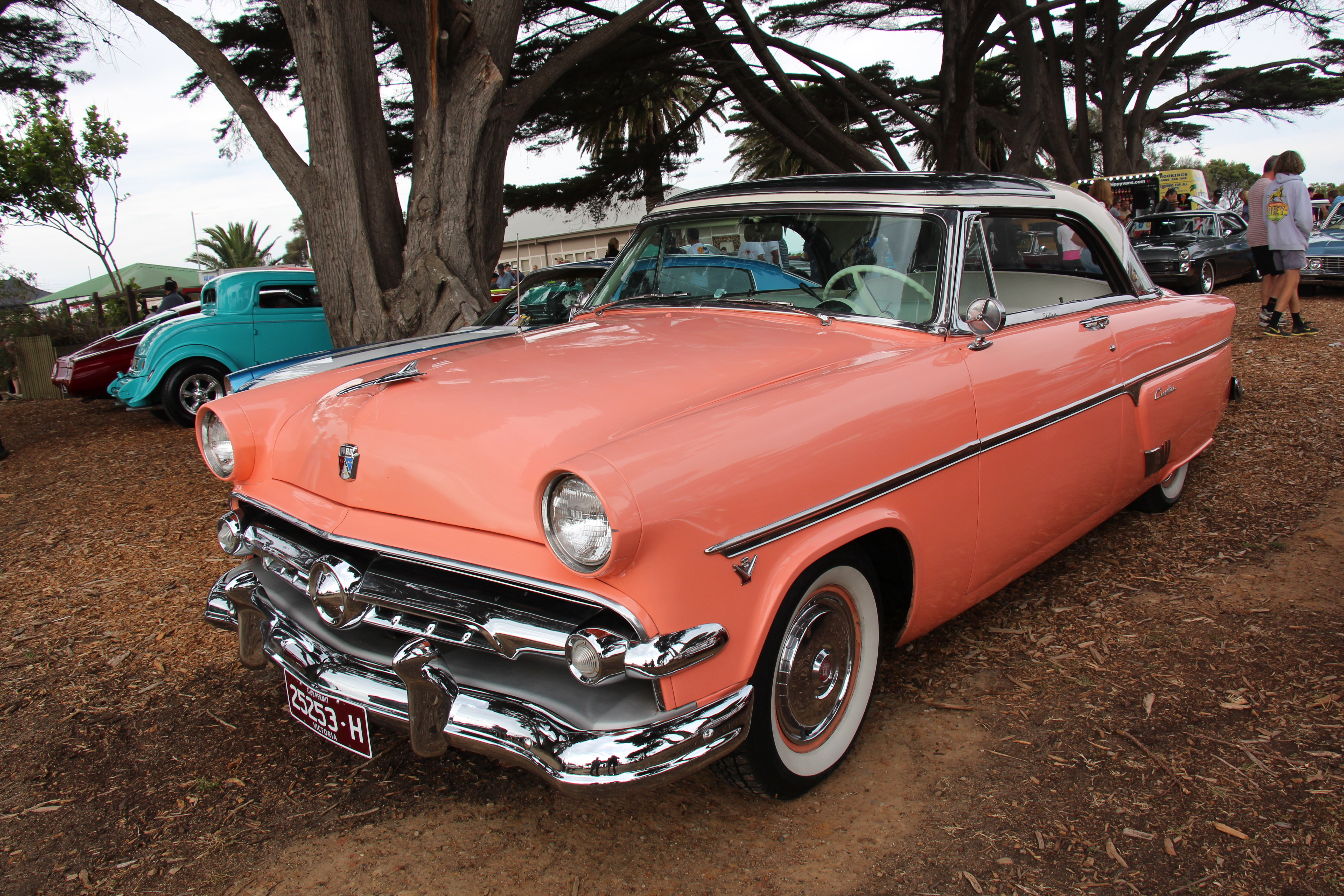
Crestline Skyliner.
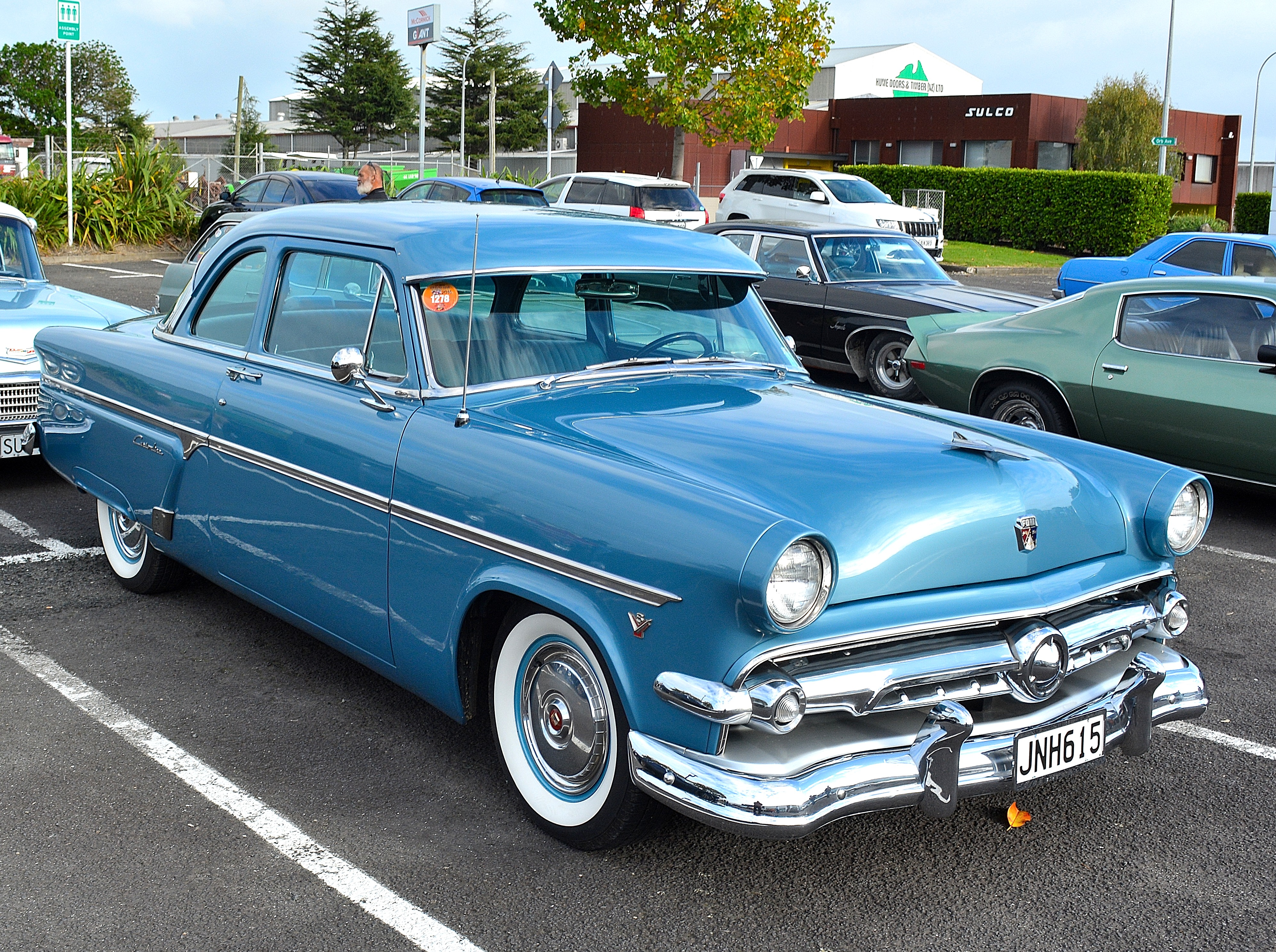
Customline coupé.

## Versions canadiennes

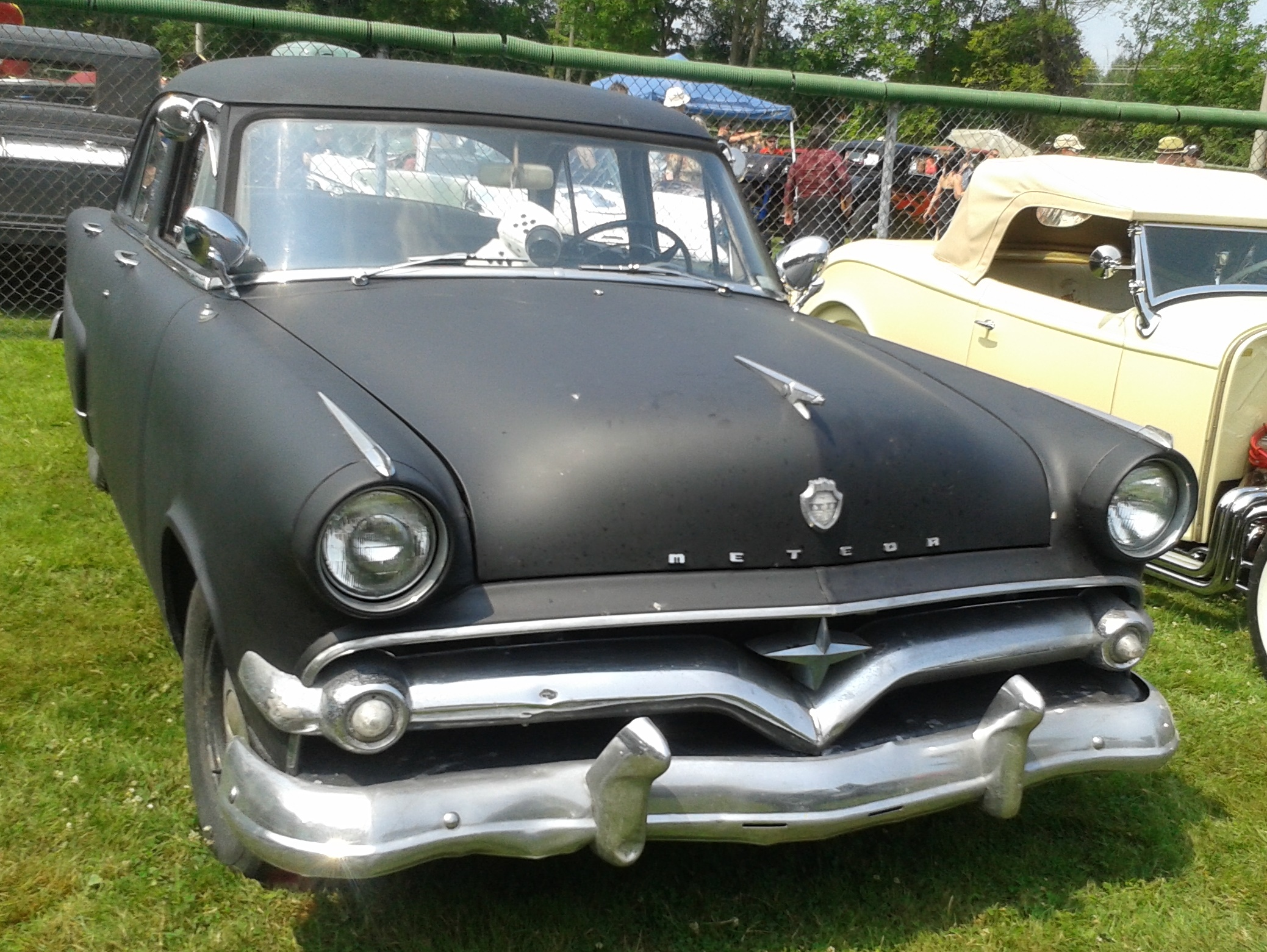
Meteor 1954 (version de base sans chrome).

Au Canada, les marques Meteor et Monarch (en) avaient été créées à la fin des années 1940 pour que les concessionnaires Mercury puissent proposer des modèles moins chers mais non dénués d'esthétique, calqués sur les Fords contemporaines, tandis que les vendeurs Ford pouvaient afficher des Meteor dotées du châssis plus long des Mercury avec une calandre d'inspiration Ford.
À partir de 1952, Meteor laisse le choix entre les trois gammes sous les noms de Mainline (ou Meteor tout court), Customline et Crestline mais sans business coupé, Country Sedan et Country Squire. La Contry Sedan sera le seul break canadien des marques Ford et Meteor ! La Meteor 1952 introduit, outre les carrosseries Ford 1952, un moteur V8 proche de celui des Mercury mais légèrement moins puissant, déjà utilisé sur des camions canadiens, et le tableau de bord des Mercury. Les Meteor Mainline devront se contenter du vieux V8 « flathead » et du tableau de bord de la Ford.
La calandre des modèles 1952 comprend une grande barre chromée avec trois crans au centre et deux orifices latéraux façon "entrée de réacteur" rappelant en plus grand les Ford 1952. Le logo Meteor en forme d'étoile à quatre branches fait son apparition sous l'ornement de capot.
Les Meteor de 1953 introduisent une calandre intégrant l'étoile Meteor qui ne la quittera plus jusqu'en 1958. La barre s'infléchit pour laisser de la place au logo, comme en 1954.
En 1954, afin de mieux intégrer sa marque Meteor, quatrième des ventes derrière les Chevrolet, Ford et Pontiac, la maison mère donne désormais des noms plus canadiens à ses deux modèles de prestige (la Mainline restant vendue mais sans nom autre que Meteor) : la Customline devient la Niagara et la Crestline la Rideau.
Le moteur « Y-block » n'apparaîtra au Canada qu'en 1955 mais les Niagara et Rideau feront appel au nouveau V8 Mercury de 1954.

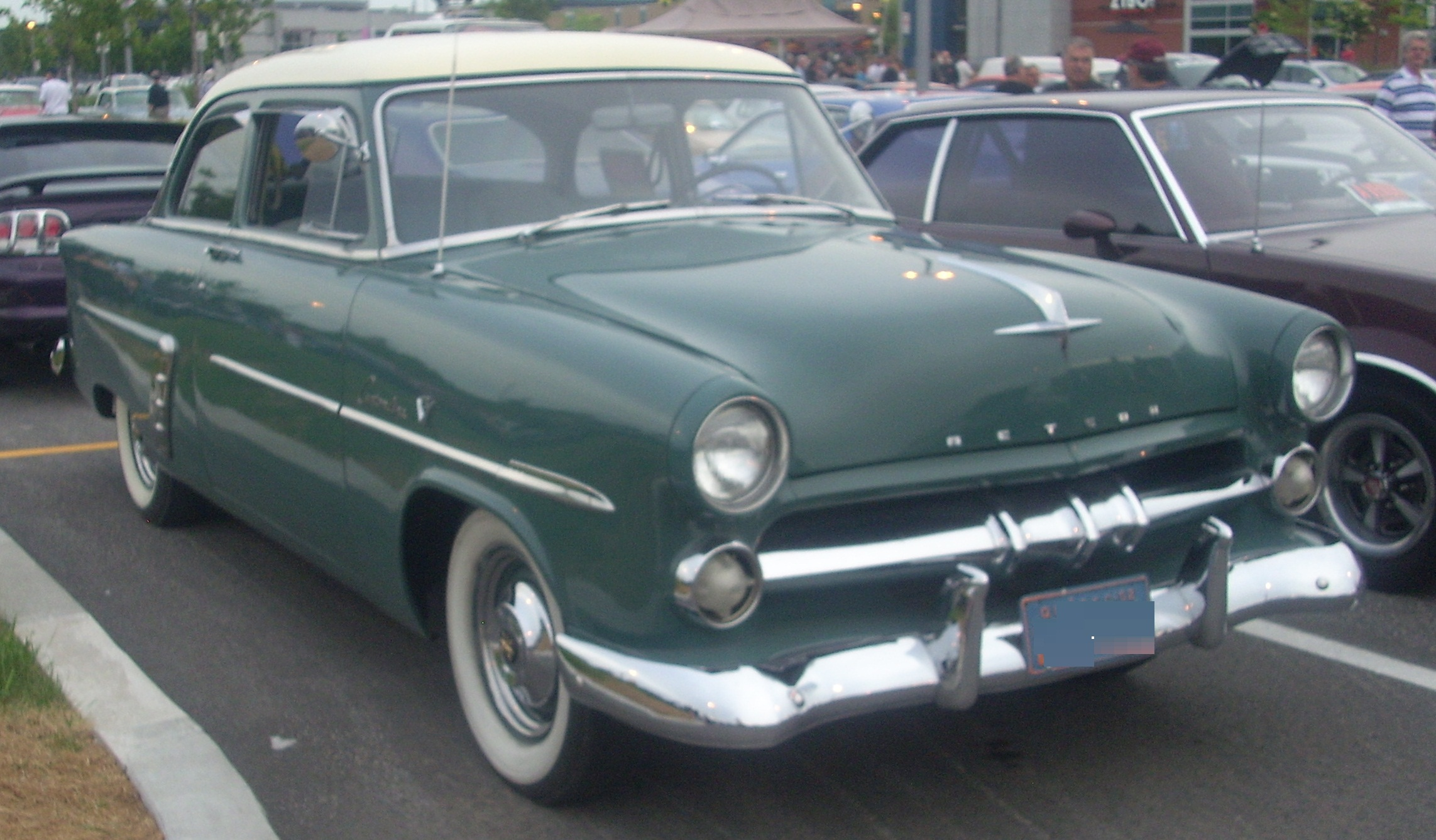
Customline deux portes de 1952.
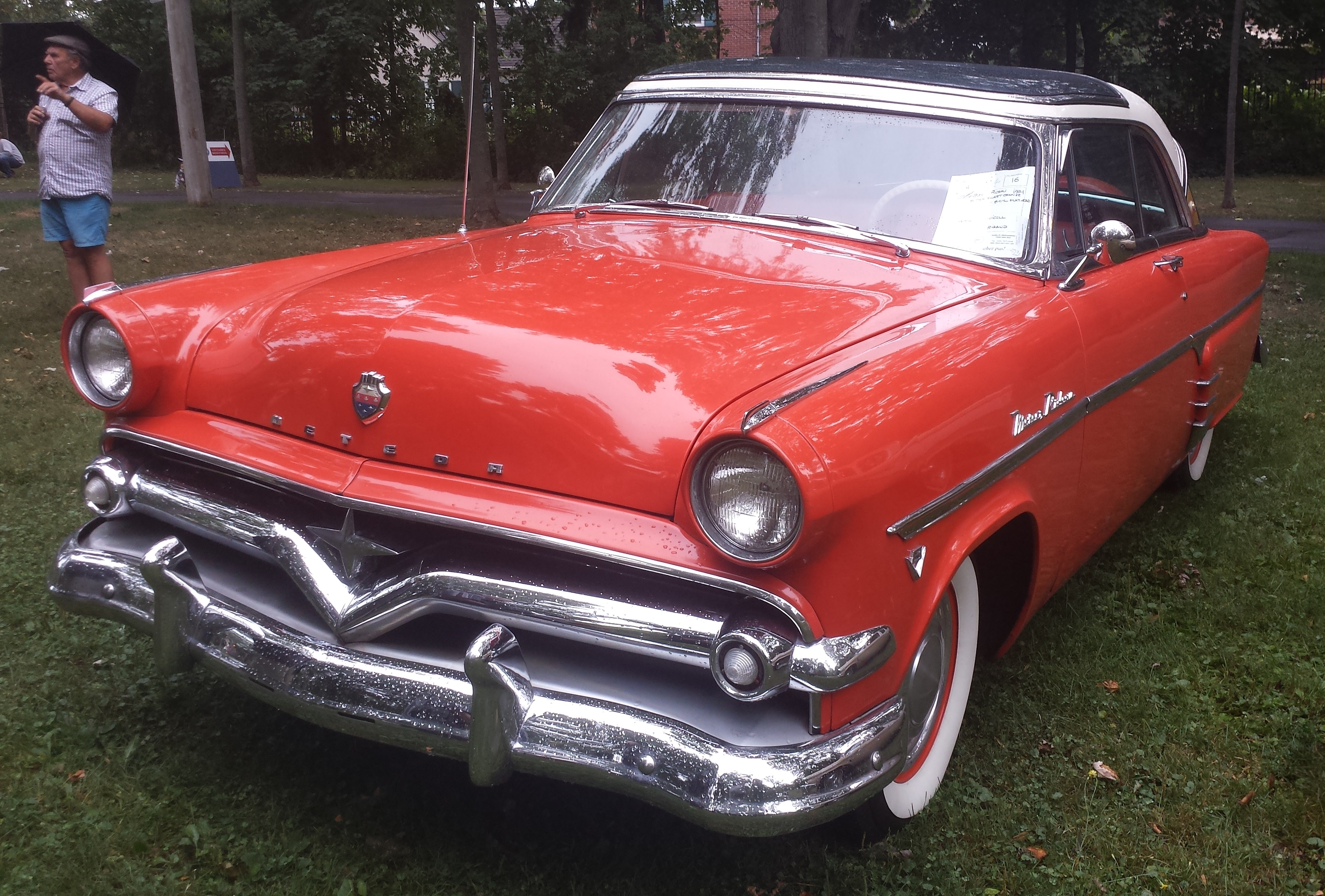
Rideau Skyliner 1954.
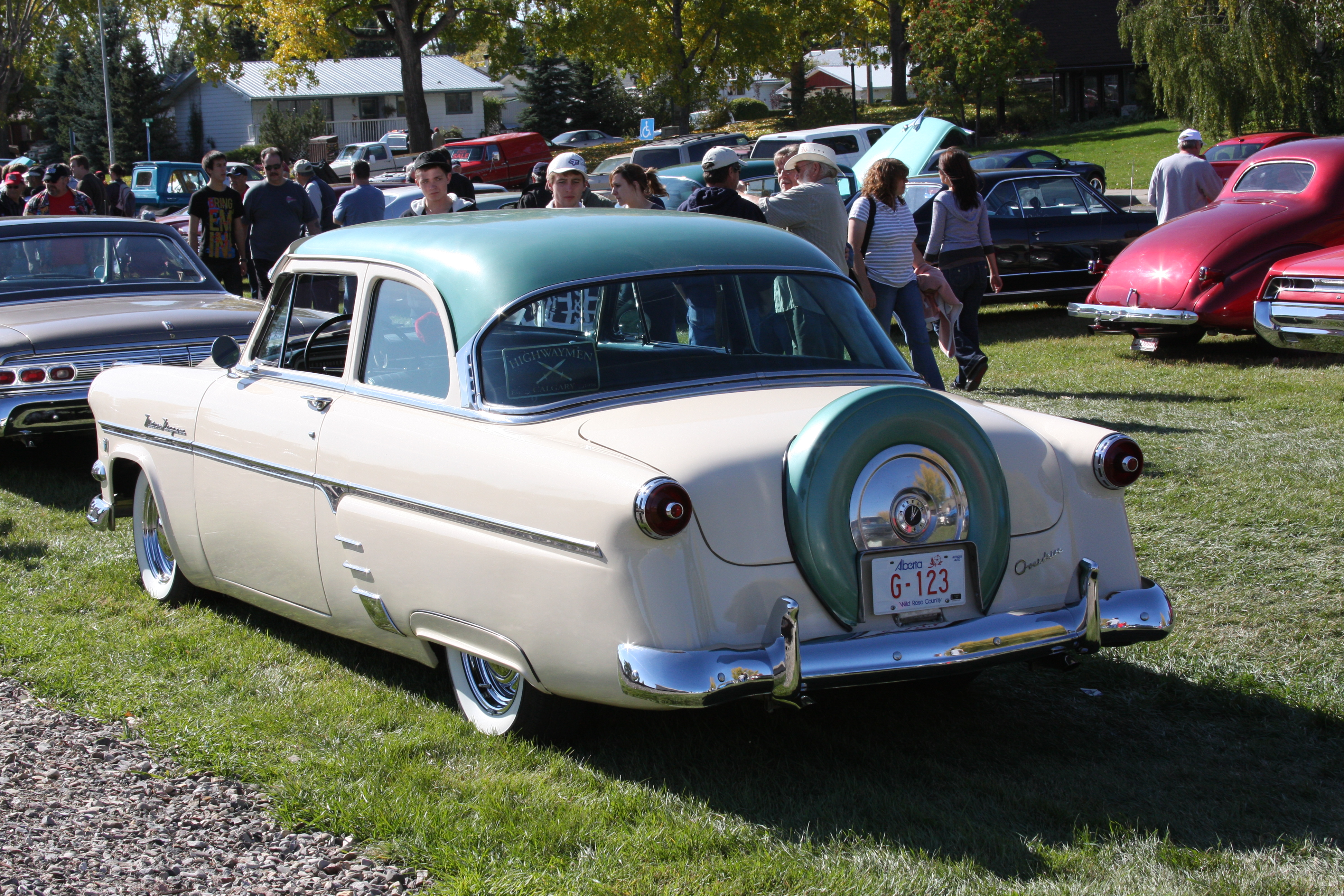
Niagara 1954, avec options luxueuses[18].

## Fabrication australienne
Les Ford de 1952 ont également été produites par Ford Australie d'octobre 1952 à 1955. Une berline quatre portes était proposée sous le nom de Customline V8 et un utilitaire coupé deux portes était commercialisé sous le nom de Mainline Utility V8. En plus des améliorations générales pour toutes les Ford de 1952, le modèle assemblé en Australie a également obtenu une garde au sol accrue pour mieux faire face aux conditions routières australiennes. L'utilitaire a été développé par Ford Australie en utilisant le châssis du cabriolet deux portes de Ford USA. Les deux modèles ont été mis à jour en 1953 et 1954 en se basant sur les Ford américaines et ils étaient propulsés par une itération de 110 ch (82 kW) du V8 Flathead de 3,9 litres qui est entré en production australienne en 1952,. Les Ford australiennes de 1954 (arrivant en juin 1954) ont conservée le V8 à tête plate plutôt que la nouvelle unité à soupapes en tête utilisée aux États-Unis, mais elles ont reçue quelques modifications visuelles consistant principalement en du chrome supplémentaire. Les pare-chocs étaient des unités plus profondes et enveloppantes, tandis que les feux arrière ont été redessinés, une bande chromée a été installée sur toute la longueur du côté et un ornement de capot en forme d'avion a été installé. L'intérieur était maintenant disponible en Vynex ou en cuir.